# Les Gollières
Les Gollières est une station de ski, située à proximité du village des Hauts-Geneveys, dans le nord-est du massif du Jura, dans le canton de Neuchâtel, en Suisse.

## Domaine skiable
L'unique téléski des Gollières est situé directement à la sortie de la commune des Hauts Geneveys. La route d'accès au parking situé au départ de la remontée mécanique est guère signalisée, ce qui peut expliquer partiellement la faible fréquentation du domaine skiable. Un deuxième téléski, situé sur la partie haute et plus pentue du domaine skiable, n'est plus en fonction mais n'est pas démonté en 2011. L'essentiel des deux pistes est, sur la partie inférieure, de difficulté bleue. Une vue sur les Alpes et sur le lac de Neuchâtel est permise depuis le domaine skiable. Depuis le sommet du domaine, une route forestière relie la petite station voisine de Tête de Ran, qui est dotée d'un snowpark de faible taille et où un forfait propre est exigé.
L'offre forfaitaire est commune avec trois stations voisines, aux domaines skiables plus restreints :
- La Vue des Alpes, qui est équipée de deux téléskis parallèles, ainsi que d'un fil neige desservant une zone débutants. Les 4 km de pistes - 1 rouge, 2 bleues et 2 vertes - sont situées entre 1 235 m et 1 320 m d'altitude, et sont partiellement éclairées pour la pratique du ski nocturne.
- Crêt-Meuron, située le long de la route reliant la Vue des Alpes à Tête de Ran. Les 3 km de pistes qui sont desservis, de difficulté bleue, sont situés entre 1 270 m et 1 340 m. Le téléski n'est pas en permanence en fonction.
- La Serment, court téléski situé aux Hauts-Geneveys, qui est rarement ouvert.